# Бета алкохоличари
Бета алкохоличари су група алкохоличара код којих се јављају компликације од алкохолизма у облику полинеуритиса, гастритиса и цирозе, али се не јављају ни физички ни психички симптоми зависности од алкохола.